# کارپوو
کارپوو (انگلیسی: Karpovo) یک شهرک در منطقه شهری اوفای جمهوری باشقیرستان در کشور روسیه است.